# 섹스 피스톨즈
섹스 피스톨즈(Sex Pistols)는 1975년 런던에서 결성된 영국의 펑크 록밴드이다. 본래 보컬 조니 로튼과 기타리스트 스티브 존스, 드러머 폴 쿡, 베이시스트 글렌 맷록(후에 시드 비셔스로 교체)으로 이루어져 있었다. 비록 그들의 초기 활동 기간이 2년 반에 불과했으며, 넉 장의 싱글 앨범과 한 장의 스튜디오 앨범(Never Mind the Bollocks, Here's the Sex Pistols)을 냈을 뿐이지만, 섹스 피스톨스는 "영국 펑크 록에 결정적인 역할을 한 밴드"라든지 "영국의 펑크 운동의 시초가 되었다"는 평가를 받고 있다. 또한 이들은 로큰롤 역사에서 첫 번째 "세대 차이"를 만들어 내기도 했다.
1978년 1월 미국 투어를 마치고 조니 로튼은 밴드를 탈퇴하였고, 공식적으로 해체되었다. 이후 몇 달동안 남은 3명의 멤버들은 섹스 피스톨즈의 이야기에 대한 영화 The Great Rock 'n' Roll Swindle를 촬영하였다. 한편 1979년 2월 시드 비셔스가 헤로인 과용으로 사망하였다. 1996년 조니 로튼, 스티브 존스, 폴 쿡, 글렌 맷록이 재결성하여 공연을 펼쳤다. 2006년 2월 24일 원래의 4명의 멤버와 시드 비셔스까지 포함하여 로큰롤 명예의 전당에 오르지만, 비판의 편지를 보내고 헌액 기념 행사에 참석하지 않았다.

## 밴드의 역사

### 시작
섹스 피스톨즈는 전신인 The Strand에서부터 시작되었다. The Strand는 런던에서 나온 밴드로 1973년에 만들어졌다. 그 밴드의 구성원들은 스티브 존스(보컬), 폴 쿡(드럼) 그리고 월리 나이팅게일(기타)였다. 폴 쿡의 말로는 훔친 악기들로 연주를 했다고 한다. 이것은 얼마나 밴드의 상황이 좋지 않았는지 알 수 있게 하는 말이다. 스티브 존스와 그의 멤버들은 항상 킹 로드에 있는 옷 상점을 자기 집처럼 드나들며 시간을 보냈다. 그 옷가게는 Too Fast to live, Too Young to die의 말콤 맥라렌(나중에 그 사람은 섹스 피스톨스의 매니저가 된다)그리고 비비안 웨스트우드의 상점이다. (존 라이든이 멤버가 되었을 때, 이 상점들이 존 라이든이 의상을 만들때 많은 도움이 되었다.) 이 상점들은 점점 펑크 록의 장소로 바뀌어 나갔다. 이런 상점에서 시드 비셔스나 마르코 피로니 등의 미래의 펑크 록 스타들이 나왔다. 1974년 초기에 스티브 존스는 말콤 맥라렌에게 자신의 밴드 The Strand의 매니저가 되어 달라고 설득했다. 말콤 맥라렌이 옷가게를 운영하기 때문에 물질적으로 도움을 받을 수 있어서이기도 하지만, 말콤은 많은 가수들 및 밴드들과 친하게 지내고 있었기 때문이기도 했다. 연습을 하면서 밴드는 점점 보컬이 필요하다는 것을 통감하고 왈리 나이팅게일을 밴드에서 퇴출을 시키고 존 라이든을 The Strand의 보컬로 받아들였다.
그 때 그 상황을 존 라이든이 이렇게 설명을 했다.
...다들 내가 존이라고 부르는 것을 아무도 믿지 못했다.적어도 시드는 알았어도...난 아직까지 이해가 안간다. 왜 나를 The Strand의 보컬로 임명했는지...

밴드는 존을 자신들의 보컬로 임명해 놓고 열심히 연습을 했다. 그 동안에 자신들의 밴드 이름을 바꾸기 위해 많은 이름들을 고안했는데, 그중에서 섹스 피스톨스라는 이름으로 결정했다. 그 이름을 지어 준 사람을 바로 밴드의 매니저 말콤 맥라렌이었다.

### 관중들을 찾기
11월 6일, 1975년에 밴드의 첫 번째 콘서트가 센트럴 세인트 마틴스(Central Saint Martins Collage of Arts and Design)에서 열렸다. 그 콘서트에는 부주카 조라는 밴드도 참여했다. 그 콘서트에서는 더 후의 Subtitute, 스몰 페이시스의 Whatcha Gonna Do About It 그리고 더 몬키스의 (I'm Bot Your) Steppin' Stone이라는 커버 곡들을 자신들의 버전으로 불렀다. 공연 도중에 부주카 조에 베이스를 담당하는 스튜워트 갇다르드는 섹스 피스톨즈의 공연을 보다가 영감을 받아, 그 자리에서 그 밴드를 탈퇴하고 자신의 밴드를 만들려고 나갔다.

## 섹스 피스톨즈로부터 영향을 받은 밴드들
섹스 피스톨즈로부터 영향을 받은 밴드들은 너바나, 오아시스, 그린 데이 등이 있다.

## 앨범
- Never Mind the Bollocks, Here's the Sex Pistols (1977년 10월 28일, 유일한 정규앨범)
- The Great Rock 'n' Roll Swindle (1979년 2월 26일)
- Some Product: Carri on Sex Pistols (interviews and radio spots) (1979년 7월 27일)
- Flogging a Dead Horse (compilation) (1980년 2월 16일)
- Kiss This: The Best Of (1992년 10월 10일)
- Filthy Lucre Live (1996년 6월 24일)
- Jubilee: The Best Of (2002년 5월 27일)
- Sex Pistols Box Set (2002년 6월 2일)
- Raw and Live (2004년 2월 16일)